# محوطه عزیزآباد کوچک
محوطه عزیز آباد کوچک مربوط به دوره اشکانیان - دوره ساسانیان - دوره سلجوقیان است و در شهرستان دورود، بخش سیلاخور، دهستان چالانچولان، ۷۰۰ متری غرب روستای حاجی‌آباد یار احمدی واقع شده و این اثر در تاریخ ۲۳ بهمن ۱۳۸۵ با شمارهٔ ثبت ۱۷۲۰۰ به‌عنوان یکی از آثار ملی ایران به ثبت رسیده است.